# 旭村 (新潟県南蒲原郡)
旭村（あさひむら）は、かつて新潟県南蒲原郡にあった村。

## 沿革
- 1889年（明治22年）4月1日 - 町村制の施行により、南蒲原郡三貫地新田、柳川新田、柳場新田及び須戸新田の区域をもって、南蒲原郡旭村が発足する。
- 1901年（明治34年）11月1日 - 南蒲原郡上林村及び旭村が合併して、南蒲原郡栗林村が発足する。